# Nezumia sclerorhynchus
Nezumia sclerorhynchus es una especie de pez de la familia Macrouridae en el orden de los Gadiformes.

## Morfología
Los machos pueden llegar alcanzar los 36 cm de longitud total.

## Alimentación
Come pequeños crustáceos (copépodos, anfípodos, decápodos, misidacis, etc.) y poliquetos.

## Hábitat
Es un pez de aguas profundas que vive entre 130-3200 m de profundidad aunque, normalmente, lo hace entre 450 a 730 m en el  Atlántico y entre 500 a 800 m en el Mediterráneo.

## Distribución geográfica
Se encuentra en el Océano Atlántico: desde el  Atlántico norte del Golfo de Guinea, el Mar Mediterráneo al este y Florida al oeste.